# 新个体经济
新个体经济，指的是中国在2020年7月15日提出的一种经济概念。新个体经济与开店、摆摊等传统个体经济形式不同，指微商电商、网络直播、职业创作者等。

## 背景
中国微商从业人员规模十分庞大，2017年就已经达到2018.8万人。具有新个体经济特点的微商，已成为中国互联网经济的重要组成部分。2020年中国遭遇新冠病毒疫情后，实体经济受到严重冲击，在这种情况下，中国政府大力提倡发展新个体经济。

## 提出
2020年7月15日，中国国家发改委、网信办、人社部等13部门联合发布《关于支持新业态新模式健康发展激活消费市场带动扩大就业的意见》，提出鼓励发展新个体经济，包括进一步降低个体经营者线上创业就业成本，提供多样化的就业机会；支持微商电商、网络直播等多样化的自主就业、分时就业；着力激发各类主体的创新动力和创造活力，打造兼职就业、副业创业等多种形式蓬勃发展格局。